# Gnopharmia subrubraria
Gnopharmia subrubraria är en fjärilsart som beskrevs av Otto Staudinger 1892. Gnopharmia subrubraria ingår i släktet Gnopharmia och familjen mätare. Inga underarter finns listade i Catalogue of Life.